# Rivière Bernier (rivière Richelieu)
Pour les articles homonymes, voir Bernier et rivière Bernier.
La rivière Bernier est un tributaire de la rivière Richelieu. Elle coule dans la ville de Saint-Jean-sur-Richelieu, dans la municipalité régionale de comté (MRC) Le Haut-Richelieu, dans la région administrative de la Montérégie, dans le sud de la province de Québec, au Canada.
La surface de la rivière est généralement gelée de la mi-décembre à la fin mars. La circulation sécuritaire sur la glace se fait généralement de fin décembre à début mars. Le niveau de l'eau de la rivière varie selon les saisons et les précipitations.

## Géographie
Les principaux bassins versants voisins de la "rivière Bernier" sont :
- côté nord : rivière des Iroquois (rivière Richelieu) ;
- côté est : rivière Richelieu ;
- côté sud : ruisseau du Milieu et du Trait Carré, ruisseau Rouillé
- côté ouest : rivière l'Acadie.

La rivière Bernier prend sa source au chemin de la Grande Ligne, au nord-ouest de Saint-Blaise-sur-Richelieu et au sud-ouest de Saint-Jean-sur-Richelieu.
La rivière Bernier coule sur 12,9 km d'abord vers le nord sur 4,3 km en zone agricole ; 1,4 km vers l'est ; 3,1 km vers le nord-est ; et 4,1 km vers l'est, en traversant le terrain de golf, puis la ville de Saint-Jean-sur-Richelieu en serpentant, jusqu'à son embouchure
L'embouchure de la rivière Bernier est situé sur la rive est de la rivière Richelieu, à trois km en amont du pont Gouin, à 5,5 km en amont du Pont Félix-Gabriel-Marchand, à 8,9 km en amont de la rivière des Iroquois, à 1,1 km en aval du ruisseau de la Barbotte (venant de l'est) et à 4,8 km en aval du ruisseau Samoisette (venant de l'ouest).

## Toponymie
Sous le Régime français (terminé en 1760), cette rivière était désignée « Rivière du Nord » à cause de sa situation opposée à la "rivière du Sud", dont l'embouchure se déverse à 15,5 km en amont sur la rive est de la rivière Richelieu.
Lors de la guerre de l'Indépendance américaine, la rivière a été rebaptisée « Montgomery's Creek » ou « Ruisseau Montgomery ». Ce vocable évoque un débarquement des troupes du général américain Richard Montgomery (1738-1775) réalisé à l'automne de 1775 en vue d'attaquer le fort Saint-Jean. À la suite d'un long siège de 45 jours devant le fort, Montgomery et ses hommes prennent Montréal. Le général meurt lors de l'assaut de la ville de Québec, le 31 décembre 1775.
Ultérieurement, la rivière est désignée "Ruisseau du Golf" car elle traverse dans sa partie inférieure, un terrain de golf. Au début des années 1960, son toponyme devient "rivière Bernier", d'après le Grand-Bernier et le Petit-Bernier, les noms traditionnels des rangs cadastraux où le cours d'eau prend sa source. Ces rangs seraient eux-mêmes dénommés en l'honneur de Joseph-Pierre Bernier qui a apporté son aide aux Acadiens exilés pour qu'ils puissent s'établir dans ces rangs.
Le toponyme "Rivière Bernier" a été officialisé le 5 décembre 1968 à la Commission de toponymie du Québec.